# アロー (ミニシリーズ)
アロー（原題：The Arrow）は、1996年のカナダのミニシリーズ。監督はドン・マクブリーティ、出演はダン・エイクロイド、マイケル・アイアンサイド、クリストファー・プラマーなど。
アブロ・カナダ CF-105 アローの製作を試みたアブロ・カナダの社長、クロフォード・ゴードンを描く。事実に基づいているがフィクション作品であり、実際には起こらなかった出来事が描かれる他、架空の人物も登場する。

## キャスト
- クロフォード・ゴードン（英語版）：ダン・エイクロイド（小川真司）
- ケイト・オハラ：サラ・ボッツフォード（英語版）
- ジャック・ウッドマン：ロン・ホワイト（英語版）
- ジム・チェンバリン（英語版）：エイダン・ディヴァイン（英語版）（宮本充）
- ジェームズ・C・フロイド（英語版）：ナイジェル・ベネット（英語版）
- フレッド・スマイ（英語版）：ジョナサン・ウィテカー（田原アルノ）
- エドワード・クリッチリー：イアン・D・クラーク（広瀬正志）
- ジョー・パロフスキー：デイブ・ブラウン
- ルビー・パロフスキー：キャサリン・フィッチ（英語版）
- クラレンス・ハウ：ロビン・ギャメル（英語版）（大木民夫）
- ジョン・ディーフェンベーカー首相：ロバート・ヘイリー（青山穣）
- ドワイト・D・アイゼンハワー大統領：マイケル・モリアーティ
- CIA長官：マイケル・アイアンサイド（小島敏彦）
- ジョージ・ヒース（英語版）大臣：クリストファー・プラマー（大木民夫）
- ジューン・コールウッド（英語版）：マウラレア・オースティン
- フェアチャイルド大佐：アート・ヒンドル
- ジョージ・パークス国防相：ヴァーノン・チャップマン（長島雄一）
- ウィルフ・カーティス空軍中将：フランク・アダムソン（小島敏彦）
- テレビリポーター：リー・J・キャンベル（青山穣）
- テレビニュースアナウンサー：リチャード・ハースト（青山穣）

## 製作
脚本の執筆から作品完成までには7年の期間を要した。本作はもともと長編映画の予定だったが、資金調達ができず、ミニシリーズに変更となった。プロデューサーがアメリカの放送局に放映権を売る事が出来ず、資金調達はカナダ内で行わなければならなかった。当初の予算は710万ドルだったが、撮影が始まる前から既に100万ドルもオーバーしていた。プロデューサーたちはシーンのカット・縮小によりコスト削減を図った。また、資金調達で予算を780万ドルに拡大した。
主役にはダン・エイクロイドが起用されたが、彼がテレビドラマへの出演を快諾したのは20年ぶりであった。
1957年10月4日に初代アローが披露されたイベントの再現シーンは、ウィニペグ国際空港で300人のエキストラとブラスバンドを集めて撮影された。アロー開発当時アブロ・カナダに従事しており、本物のアローの飛行テストを実際に目にしたテレビ司会者のエルウィ・ヨストも撮影を見物しており、彼の目には涙が浮かんでいたという。